# 스크리티 폴리티
스크리티 폴리티(영어: Scritti Politti)는 1977년 리즈에서 웨일스 출신 싱어송라이터 그린 가트사이드가 결성한 영국의 밴드이다. 가트사이드는 밴드의 역사에 걸쳐 유일하게 계속해서 남아있는 멤버이다.
펑크의 영향을 받은 미술학교 학생 및 스콰터의 모임으로 시작된 스크리티 폴리티는 러프 트레이드 레코드를 통해 몇 장의 포스트펑크 작품을 발매하였고, 이후 1980년대 초반에서 중반 메인스트림의 팝 음악으로 스타일을 바꾸어 나가며 영국과 미국의 차트에서 성공을 거두었다. 상업적으로 가장 성공한 밴드의 음반인 1985년 《Cupid & Psyche 85》는 〈Wood Beez (Pray Like Aretha Franklin)〉, 〈Absolute〉, 〈The Word Girl〉까지 3곡의 영국 싱글 차트 상위 20위 곡과 빌보드 싱글 차트 상위 20위 곡인 〈Perfect Way〉를 배출하였다.
밴드의 1988년 음반 《Provision》은 영국 음반 차트 10위권에 진입하였으나, 싱글은 오직 〈Oh Patti〉 한 곡 만이 상위 20위 이내에 진입했다. 1991년 음반에 수록되지 않은 싱글 두 장을 발표한 후 가트사이드는 7년이 넘는 기간 동안 사우스웨일스에서 일시적인 은퇴를 했다. 이후 1990년대 말 다시 돌아온 후 1999년 《Anomie & Bonhomie》를 발표하였다. 2005년, 러프 트레이드는 밴드의 초기 작품들이 수록된 컴필레이션 음반 《Early》를 발표하였고, 이듬해 가트사이드는 《White Bread, Black Beer》를 발매했다.

## 영향
마일스 데이비스는 1986년 음반 《Tutu》에서 〈Perfect Way〉를 커버하였으며, 밴드의 음반 《Provision》의 수록곡 〈Oh Patti (Don't Feel Sorry for Loverboy)〉에 참여하였다. 매드니스는 1985년 음반 《Mad Not Mad》에서 〈The Sweetest Girl〉을 커버하였다.

## 디스코그래피

### 정규 음반
- Songs to Remember (1982)
- Cupid & Psyche 85 (1985)
- Provision (1988)
- Anomie & Bonhomie (1999)
- White Bread Black Beer (2006)

### EP
- 4 'A Sides' (1979)
- 2nd Peel Session (1979)
- Tinseltown to the Boogiedown: Variations (1999)

### 컴필레이션 음반
- The Basics (1986)
- Early (2005)
- Absolute (2011)

### 싱글
- "Shank Bloc Bologna" (1978)
- "The "Sweetest Girl"" (1981)
- "Faithless" (1982)
- "Asylums in Jerusalem"/"Jacques Derrida" (1982)
- "Wood Beez (Pray Like Aretha Franklin)" (1984)
- "Absolute" (1984)
- "Hypnotize" (1984)
- "The Word Girl" (1985)
- "Perfect Way" (1985)
- "Lover to Fall" (1985, 프랑스 한정 발매)
- "Oh Patti (Don't Feel Sorry for Loverboy)" (1988)
- "First Boy in This Town (Lovesick)" (1988)
- "Boom! There She Was" (1988)
- "She's a Woman" (1991)
- "Take Me in Your Arms and Love Me" (1991)
- "Tinseltown to the Boogiedown" (1999)
- "Another Sound Mission" (1999)
- "The Boom Boom Bap" (2006)
- "Snow in Sun"/"Robin Hood" (2006)
- "A Day Late and a Dollar Short" (2011)
- "A Failed Scheme" (2011)